# ザ・パンチ・パンチ・パンチ
ザ・パンチ・パンチ・パンチは、ニッポン放送の夜の23時台（24時台）で、1967年1月1日から1982年12月30日まで放送されていたラジオ番組。
スポンサーは平凡出版（現・マガジンハウス）から出版されていた週刊誌、平凡パンチ。

## 歴代パーソナリティ
（出典：）
初代（1971年5月まで）
- 高橋基子（モコ）
- 川口まさみ（ビーバー）
- シリア・ポール（オリーブ）

2代目（1971年6月 - 1973年3月）
- 海老名美どり（ミドリ）
- 井上久美（クミ)
- 志摩明子（アコ）

3代目（1973年4月 - 1975年1月）
- くず哲也
- 覆面パンチガール
  - 1号・スミレ
  - 2号・チャコ
  - 3号・イズミ
  - 4号・マユミ[注釈 1]
  - 5号・マッチ
  - 6号・カコ
  - 7号・ルミ

4代目（1975年2月 - 1976年3月）
- 志賀まさひろ（月曜日）
- みなみらんぼう（火曜日）
- 中山エミ、北嶋興[注釈 2]（水曜日）
- 黒田征太郎（木曜日）
- 立花リカ・小野進也（金曜日）

5代目（1976年4月 - 1978年12月）
- 乱一世
- 岸じゅんこ - ※引退により途中で降板。
- 菅えり子

6代目（1979年1月 - 1979年12月）
- はた金次郎（ニッポン放送アナウンサー(当時)）
- 島村寿子（チャコ）
- 青柳文子（フーコ）
- 友松千尋（チー）
- 松本ふさ子（ルミ） - ※1979年9月まで出演。
- 内野裕子（ヒロコ） - ※1979年3月まで出演。

7代目（1980年1月 - 1980年12月）
- 松田聖子
- 初田順子 - ※後の速水陽子
- 戸田裕子

8代目（1981年1月 - 1982年12月）
- 林紀恵
- 谷山衣枝
- 小林恵美子

## 概要
テーマ音楽は、初期の当時は三保敬太郎の作曲によるもので、製作を手掛けた上野修とスタッフとして係わっていた亀渕昭信がこの音楽に女性の笑い声や溜め息、機関銃の音、梵鐘の音などをミックスさせてメインテーマとした。その後テーマ曲が変わり、後期テーマソングの作曲には小室哲哉が参加していた。
プロデューサーの上野修は、この番組を1960年代においては「『フレッシュイン東芝 ヤング・ヤング・ヤング』と並ぶ二大ヤング看板番組」だったとしている。

### 初期
内容としては、『パンチガール』と呼ばれる女性パーソナリティたちが、時々ゲストを交え、時にはセクシーな雰囲気を醸し出しながらおしゃべりを展開するという形の番組だった。上野修（ドン上野）が制作を手がけ、最初は10人ほどの女性パーソナリティでやってみようとシミュレーションをしてみたが、結局3人に絞ったという。
毎日15分間の放送であり、当初は月曜日から土曜日まで、1972年4月からは土曜日編成が始まったことにより土曜日の放送が無くなり月曜日から金曜日までの放送となった。当初は6局ネットでスタート、ニッポン放送においては23:35からのスタートだった。（のちに1969年2月からは23:25、1971年10月からは24:00、1972年4月からは23:50、同年6月からは23:45と放送時間が変動）
初代パーソナリティを務めたのは全員オーディションで選ばれた、高橋基子（モコ）、川口まさみ（ビーバー）、シリア・ポール（オリーブ）。このオーディションに立ち会っていた亀渕昭信の話によると、モコ（高橋）とオリーブ（シリア）はすぐに決まったが3人目の選定に難航し、何回もオーディションを重ねていく中である日、ファッションショーに出たその帰りだというドレス姿のビーバーがオーディション会場に入って来て、その時ちょうど一杯呑んだような機嫌で、そこでの第一声が「あたし酔っ払っちゃったのよ」だったということで、面白い女の子だなと思って合格させたという。当時は女性三人でのラジオ番組というのは画期的だったといわれ、主にリスナーとして番組を支えていた、当時若者だった団塊の世代から大きな支持を得た。三人が『モコ・ビーバー・オリーブ』という名前でEXPRESSから『わすれたいのに（I Love How You Love Me）』（1961年のパリス・シスターズによるヒット曲、ボビー・ヴィントンもカバー）、『幸せすぎたの』、『海の底でうたう唄』（1994年にLe Coupleがカバーした曲でもある）と続けてレコードを出したことも話題になった。また時々、地方での収録も行われていた。
内容は芸能、音楽の話題から文化、風俗、政治・社会問題まで採り上げるほど幅広く、当時の有名歌手たちの多くはこの番組に出演したと言われ、逆にタレント側からこの番組に逆オファーを出してくるくらいだったという。その中で、三島由紀夫のゲスト出演も実現している。
『ニッポン放送開局記念日スペシャル 笑顔が一番!あなたと一緒に50年』などのニッポン放送の歴史を振り返る特別番組において、時々本番組の音源が紹介されることがあるが、モコ・ビーバー・オリーブ時代の音源が流れることが多かった。

### 中期
1971年6月、モコ・ビーバー・オリーブに替わって同じく女性三人組の二代目パンチガールとして、海老名美どり、井上久美、志摩明子が登場。この二代目の募集の時には、本番組の人気、話題を反映してか2000通を超える応募があったという。
1973年4月からはこれまでの女性メインというスタイルを変え、パーソナリティのくず哲也と女性7名のアシスタント（覆面パンチガールと言われた1号から7号。1号から順に、スミレ、チャコ、イズミ、マユミ、マッチ、カコ、ルミ）に交替した。この頃から徐々にお色気番組の度合いを増していき、それは雑誌『深夜放送ファン』（自由国民社）に「ポルノ100%」と言う見出しと共に本番組が紹介されていたほどでもあった。くず哲也メインの当時のコーナーに、リスナーから処女喪失のエピソードを募集した『グッバイ・バージン』コーナーがあり、収録では放送禁止用語も時々出るなどしたと言われているが、編成からの抗議で終了したという。なお、この時はグアム島に出掛けて公開録音を行った時があった（なお、後期には復活し、金曜放送分でニッポン放送では内包番組（『大入りダイヤルまだ宵の口』）のパーソナリティが生電話（風？）でインタビューし、ネット局分は録音でパンチガール3名の進行で投書を読む形で放送していた）。この他コーナーには「あいびきコーナー」（月曜日。パンチガールとデートするというドラマ形式のコーナー）、「ギャンブルコーナー」（水曜日。早回ししたテープを止めた所で挑戦者のリスナーが好きな歌手・タレントが出たら当たり。毎週500通の応募があったという）。また月に一度、一週間通してラジオドラマ、ドキュメントなどを放送する特集企画があった。
1975年2月からはくず哲也に代わり、日替わりパーソナリティ（月：志賀まさひろ、火：みなみらんぼう、水：中山エミ・北嶋興、木：黒田征太郎、金：立花リカ・小野進也。なお、水曜の中山エミと北島興が月～金通して「案内役」としても出演）と日替わりコーナー（月：『SEXチェック』、火：『パンチジャーナル』、水：『ミュージックギャンブル』、木：『歌謡曲人生論』、金：『ラブ&ラブ』）に変更。『ラブ&ラブ』では、パーソナリティ2人による「ピポピポ」の電子ブザー音の伏字で聴取者の想像力をかきたてる、勘違い的な落ちのあるエッチなラジオドラマが演じられた。（後に鶴光のオールナイトニッポンのミッドナイトストーリーとともにニッポン放送社長の叱責により自粛したとも言われている。）
1975年4月からは、ニッポン放送では夜ワイド番組『大入りダイヤルまだ宵の口』がスタートしたが、本番組は引き続き内包番組として放送を続けた。1976年4月からは、乱一世、岸じゅんこ（『11PM』火曜・木曜5代目アシスタント）、菅えり子がパーソナリティとして登場。
この当時、金曜日に『ハダカで今晩は!』というコーナーが存在し、その内容は上半身裸のヌードモデル、日活ロマンポルノの女優らのゲストを迎え、トークを展開するというもので、実況担当はニッポン放送アナウンサー（当時）の高嶋秀武が務めていた。この収録日はわざと残業をするニッポン放送の社員も多かったといわれ、『オールナイトニッポン』金曜1部のパーソナリティを務めていた武田鉄矢も見に来たことがあったという。これも当時の編成局長からの抗議に会い、数回で終了した。
1979年1月からはニッポン放送アナウンサー（当時）のはた金次郎がパーソナリティを務め、5人の女性アシスタント（チャコ、フーコ、チー、ルミ、ユウコ）と共に出演していた。

### 後期
1980年1月には再び女性三人組になり、同年に本格デビューする松田聖子と、初田順子（後の速水陽子）、戸田裕子の三人が7代目パンチガールとして登場。この時には番組の最後を、月曜日は英語、火曜日はアラビア語、水曜日は中国語、木曜日はフランス語、金曜日は日本語の各国語のメッセージで締めくくるようになっていた（1980年12月30日まで）。
1981年1月からは最後となる8代目パンチガールとして林紀恵（1980年のホリプロタレントスカウトキャラバングランプリ）、谷山衣枝、小林恵美子が登場。同年11月からニッポン放送では夜ワイド『くるくるダイヤル ザ・ゴリラ』の内包番組となって引き続き放送されていた。1982年4月から9代目パンチガールに交替する予定で、約2,500名の中から選出が進んでおり、8代目の3人は「3月いっぱいでお別れ」と発表（『BOMB』1982年4月号内）されていたが、9代目の起用は中止となり、8代目の3人は1982年4月以降も続投となった。夜ワイドが『くるくるダイヤル ザ・ゴリラ』から『ヤングパラダイス』に変わる前の1982年12月30日をもって本番組は終了、15年の歴史に幕を下ろすこととなった。

## 放送時間・ネット局
（1973年・1975年・1980年・1981年・1982年当時、いずれも月曜日から金曜日まで）
- ニッポン放送　23:40頃 - 23:55頃（当時、『大入りダイヤルまだ宵の口』→『くるくるダイヤル ザ・ゴリラ』の内包番組）
- HBCラジオ（北海道放送）　22:00 - 22:15（1973年・1975年）→ 22:10 - 22:25（1980年・1981年・1982年　最終回まで放送）
- 岩手放送　24:00 - 24:15（1973年・1975年）→ 23:45 - 24:00（1980年・1981年・1982年　最終回まで放送）
- 東北放送　23:40 - 23:55（1973年・1975年・1980年）→ 21:45 - 22:00（1981年・1982年　最終回まで放送）
- 信越放送　23:45 - 24:00（最終回まで放送）
- CBCラジオ　24:45 - 25:00（JRN単独系列局。1973年当時。1975年以降は放送無し）
- ABCラジオ　22:25 - 22:40（1973年当時。1974年4月改編でネット終了するが、平凡出版スポンサー枠は後続番組『ハイッ!浜村淳です』内のコーナースポンサーとして内包され継続）
- 和歌山放送　24:15 - 24:30（1982年からネット開始、最終回まで放送）
- 山陽放送　22:15 - 22:30（最終回まで放送。放送当時はJRN単独系列局）
- 中国放送　22:00 - 22:15（1973年・1975年。1980年時点では放送無し）
- 西日本放送　23:00 - 23:15（1981年からネット開始、最終回まで放送）
- KBCラジオ（九州朝日放送）　24:20 - 24:35（1973年・1975年）→ 24:05 - 24:20（1980年）→ 24:15 - 24:30（1981年・1982年　最終回まで放送）

## 番組本
- グッバイ・バージン もう子供じゃないの（ニッポン放送　ザ・パンチ・パンチ・パンチ・編、サンケイ出版、1981年9月）
当番組が『グッバイ・バージン』コーナーを行っていた頃に、このコーナーに寄せられたものから選りすぐられたエピソードを掲載。